# 対称操作
結晶学における対称操作とは、格子点を不変にする操作である。
対称操作には次のものがある。
- 並進操作
- 回転操作
- 反転操作
- 鏡映操作

ただし、並進操作と回転操作には対称操作でないもの存在する。

## 対称操作

### 並進操作
並進操作は以下で表される。
{\displaystyle {\vec {r}}=l{\vec {a}}+m{\vec {b}}+n{\vec {c}}\ }
ここで{\displaystyle l,m,n\ }は整数、{\displaystyle {\vec {a}},{\vec {b}},{\vec {c}}\ }は基本単位格子を表すベクトル。

### 回転操作
回転操作は、ある軸まわりに
{\displaystyle {\frac {360^{\circ }}{n}}={\frac {2\pi }{n}}\quad (n=1,2,3,4,6)}
だけ格子を回転した後、まったく同一の格子に重なるような操作をいう。
またこのときの軸をn回回転軸と呼ぶ。
5回、7回などの回転軸は並進操作と両立しないことに注意。

### 反転操作
反転操作は、反転中心に関して次の座標変換をもたらす。
{\displaystyle (x,y,z)\to (-x,-y,-z)\ }

### 鏡映操作
鏡映操作は、文字通り点Aを面m（鏡映面）について面対称な点A'に移動させる。